# Thomas Torrey
Thomas Torrey (* 24. November 1981 in Hartford, Connecticut) ist ein US-amerikanischer Filmproduzent, Regisseur, Drehbuchautor und Schauspieler.

## Leben
Thomas Torrey wurde 1981 in Hartford, Connecticut geboren. Er besuchte das Sarah Lawrence College in Bronxville, New York, das er mit einem Abschluss in Filmwissenschaft und Religion wieder verließ.
Sein Schauspieldebüt gab er 1998 in dem Film Navy Kids – Die Schatzjäger neben Valerie Azlynn. Im Jahr 2005 war er für den Kurzfilm Price als Drehbuchautor, Regisseur und für den Schnitt verantwortlich, der mit einem Budget von 10.000 US-Dollar produziert wurde. In der Filmkomödie Love Vegas aus dem Jahr 2008 war er neben Cameron Diaz und Ashton Kutcher als Makler zu sehen. In seinem zweiten Kurzfilm Little Star (2011) standen seine Frau und Tochter mit ihm vor der Kamera. Dafür verfasste er ebenfalls das Drehbuch, war als Produzent tätig und führte Regie bei diesem Werk. Als Produzent und Mitautor war er an Minor Premise (2002) beteiligt.